# Pero crepusculascens
Pero crepusculascens là một loài bướm đêm trong họ Geometridae.